# Tewfik Chikhi
Tewfik Chikhi (en arabe : توفيق شيخي), né le 30 janvier 1988, est un trampoliniste algérien.
Aux Championnats d'Afrique 2008 à Walvis Bay, il remporte la médaille de bronze en trampoline individuel ainsi que la médaille d'or par équipes.
Il obtient la médaille d'or en trampoline individuel aux Championnats d'Afrique 2012 à Pretoria.